# التكريم (فلم مغربي)
التكريم هو فيلم تلفزي اجتماعي كوميدي مغربي من إخراج حميد زيان سنة 2019، وبطولة كل من محمد خيي، نعيمة المشرقي، ياسين أحجام، رجاء خرماز، سناء بحاج، وآخرون.
يُسلط الفيلم الضوء على ظاهرة تكريم المبدعين من قِبَل الجمعيات المنظمة للتظاهرات الثقافية والفنية، والتي عادة لا تكون في حجم انتظارات المحتفى بهم.

## القصة
يتحدث الفيلم عن «سرحان النورس»، كاتب روائي راكم العديد من الإصدارات، يتوصل بدعوة من طرف إحدى الجمعيات الثقافية لتكريمه بالدار البيضاء قصد حضور حفل تكریمه، تتويجا لمساره الإبداعي. وهو في طريقه إلى الحفل التكريمي، يبدأ الكاتب يتخيّل سيناريو التكريم، وأشكال الهدايا التي يمكن أن تقدّم له، هدية وتقديرًا على تجربته روائيا وكاتبا معروفا، خاصة وأنّ معاناته المادية كانت قد لازمته خلال سنواته الأخيرة.
وبعد الثناء على مساره الأدبي ومكانته في الحقل الثقافي، يتوصل الكاتب بسجاد (زربية مغربية) وباقة ورد، ليجد نفسه بعد نهاية الحفل في ورطة وهو يحمل سجادة، لم يقدر على حملها والتنقل بها من مكان إلى آخر.